# Antarctoscyphus asymmetricus
Antarctoscyphus asymmetricus är en nässeldjursart som beskrevs av Peña-Cantero, García-Carrascosa och Vervoort 1997. Antarctoscyphus asymmetricus ingår i släktet Antarctoscyphus och familjen Sertulariidae.
Artens utbredningsområde är Södra Ishavet. Inga underarter finns listade i Catalogue of Life.